# Mercury–Atlas–9
A Mercury–Atlas–9 a Mercury-program utolsó repülése volt 1963. május 15-én. A NASA először lépte át az egy napos időhatárt a végül 34 óra 19 perc 49 másodperces, 22 Föld körüli keringést számláló repüléssel. A Faith 7 hívójelű űrhajó utasa Gordon Cooper – az Eredeti Hetek utolsó, még nem repült és egészségügyi problémáktól is mentes űrhajósa – volt, aki számos problémát megoldva mintaszerű repülést hajtott végre. A küldetés hosszabb volt, mint az azt megelőző összes Mercury repülés együttvéve.
Az űrhajót kisebb áttervezésnek és átalakításnak kellett alávetni a gyártó McDonnell repülőgépgyárnál, hogy alkalmas legyen a meghosszabbított repülési idő támasztotta követelményeknek. A NASA eredetileg egy 18 keringéses repülést tervezett, majd fél évvel a start előtt dőlt el, hogy végül 22 keringésre küldik az űrhajót és utasát. Ekkor jelölték ki Gordo Coopert (és tartalékául Alan Shepardot) a repülésre. A felszállásra végül 1962. május 15-én – egy elhalasztott május 14.-i startkísérletet követően – került sor. A pályára állás tökéletes volt, majd következett a tudományos program, egy nanoműhold pályára állítása, a rajta, vagy a Föld különböző pontjain elhelyezett fényforrások megpillantása, sugárzásmérések, orvosi mérések, meteorológiai fotók készítése. Cooper volt az első amerikai, akinek alvási periódust is előírtak a repülésen belül, amely az űrhajós izgalma miatt nem sikerült zökkenőmentesre.
A repülés legbonyolultabb része a 19. keringés táján jelentkezett, az űrhajó egyes rendszerei elkezdték felmondani a szolgálatot. Ennek hatására Cooper elvesztette az automatika által irányított visszatérés képességét és neki magának kellett kézi irányítással kiviteleznie a leszállást (a kézi módszer az automatához viszonyítva összehasonlíthatatlanul pontatlanabb volt, ami veszélyes helyzetet teremtett). Ennek ellenére Cooper tökéletes leszállást mutatott be a Csendes-óceánon az érte küldött mentőcsapatok közelségében.
Ez a repülés jelentette az amerikai űrprogram akkori csúcsteljesítményét, de eközben a Szovjetunió már 1962. augusztus 11-én felbocsátotta a Vosztok–3-at, majd egy nappal később a Vosztok–4-et. Ezen űrhajók 65, illetve 48 keringést teljesítettek egy szimultán repülés során, amely teljesítménytől messze elmaradt a Mercury űrhajók és űrhajósok teljesítménye, emiatt a Mercury-program nem hozta a várt presztízst az amerikaiaknak.

## Személyzet

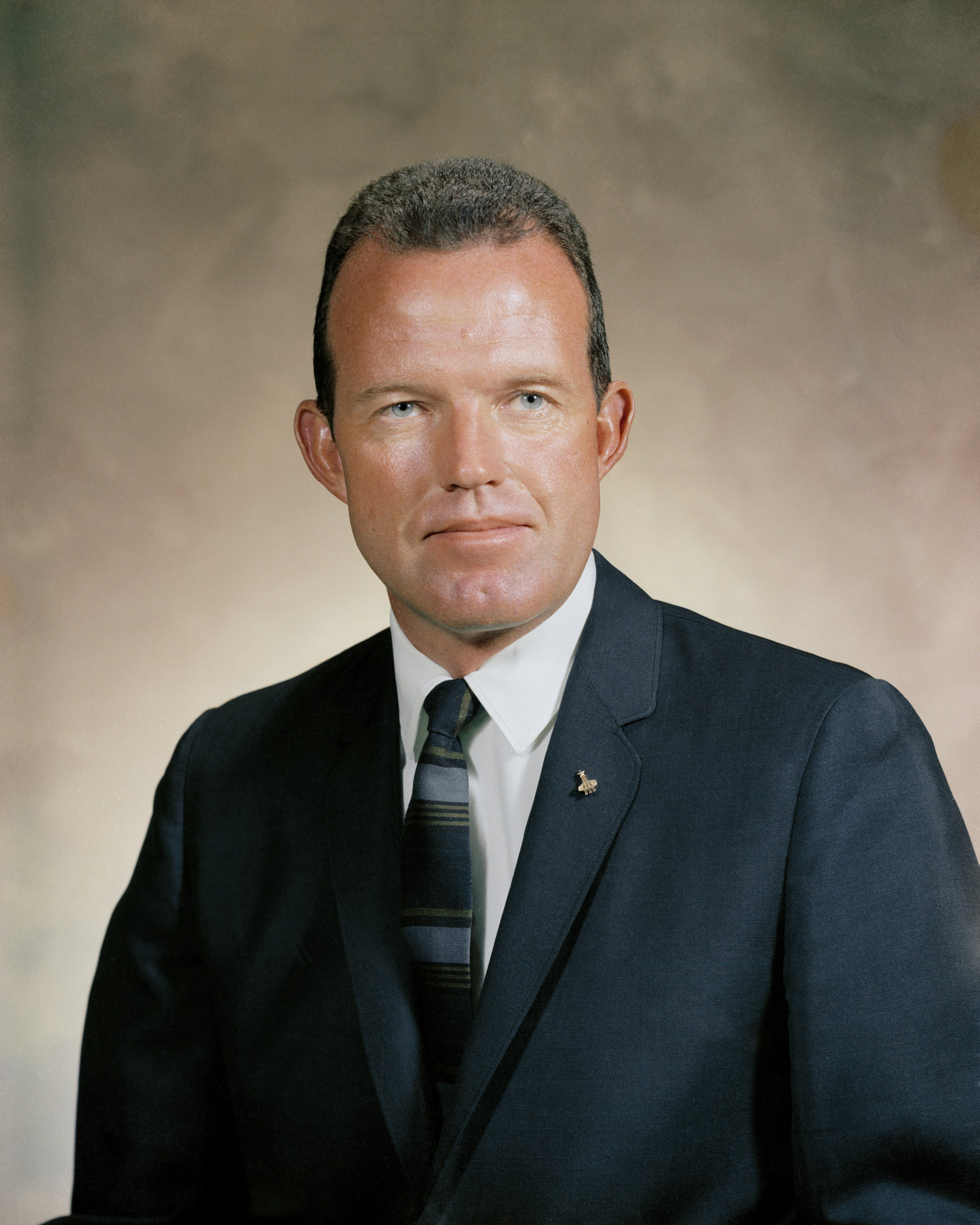
Gordon Cooper hivatalos NASA fotója

| Beosztás | Asztronauta               | Asztronauta               |
| -------- | ------------------------- | ------------------------- |
| Űrhajós  | Gordon Cooper 1 űrrepülés | Gordon Cooper 1 űrrepülés |

Tartalék személyzet
| Beosztás         | Asztronauta              | Asztronauta              |
| ---------------- | ------------------------ | ------------------------ |
| Tartalék űrhajós | Alan Shepard 2 űrrepülés | Alan Shepard 2 űrrepülés |

## Előzmények
A Mercury-programot azzal a céllal indította el az Egyesült Államok, hogy az űrversenybeli lemaradásukat behozzák a Szovjetunióval szemben és a hidegháború eme szimbolikus frontján is visszavágjanak a Szputnyik–1-gyel, majd az azt követő űrszondákkal őket ért, közvélemény előtti presztízsveszteségért. A cél elérésére Eisenhower elnök megalapította a NASA-t, ahová összpontosították a különböző haderőnemeknél szétszórtan már előkészületben levő, a világűr elérést irányzó projekteket, illetve azok szellemi és eszközállományát. 1958. október 7-én (a nyilvánosság előtt pedig 1958. december 17-én) magát a programot is elindították a világ első űrhajósának világűrbe juttatásának céljával. Ezt a célt nem sikerült teljesíteni, mivel a tesztek elhúzódása miatt a szovjetek előbb, 1961. április 12-én bocsátották fel a világ első űrhajósát, Jurij Gagarint a Vosztok–1 fedélzetén. Az új amerikai elnök, John F. Kennedy nyomására egy űrugrást teljesített Alan Shepard, de a fő cél egy amerikai űrhajó(s) minél előbbi Föld körüli pályára bocsátása, Gagarin teljesítményével egyező, vagy nagyobb teljesítmény bemutatása volt volt, a lehető legkisebb időkülönbséggel a szovjet első repüléséhez képest. Másodlagos cél volt továbbá a tapasztalatgyűjtés a szintén bejelentett Holddal kapcsolatos tervekhez, így az első amerikai orbitális repüléseket követően is még további Mercury-startokra került sor.

### Űrugrások

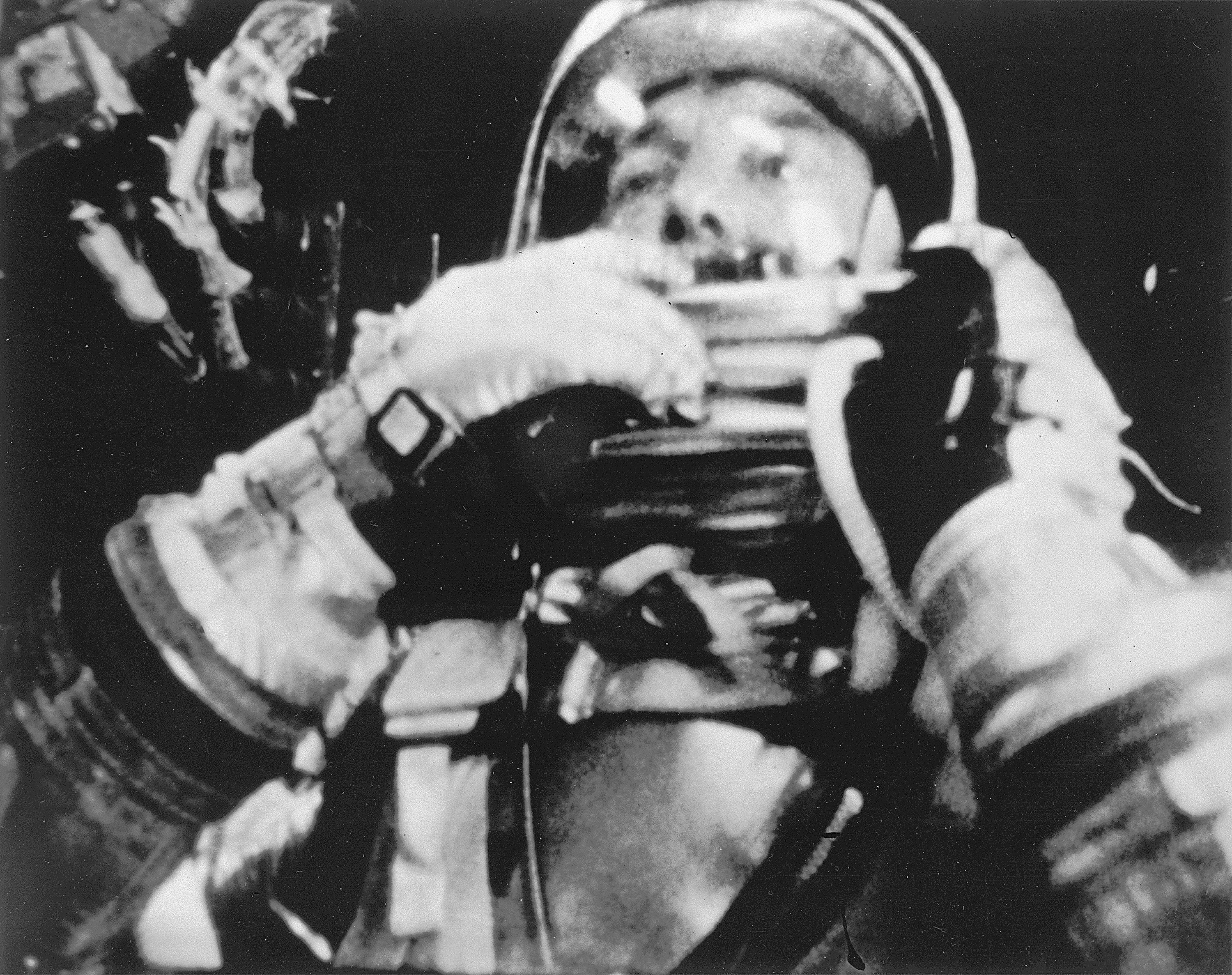
Alan Shepard a Mercury–Redstone–3 repülés közben

Az űrverseny tempója kikényszerítette, hogy a NASA még 1960 végén döntsön a tesztrepülések folyamatának megváltoztatásáról. Az orbitális repülések előkészületeinek sorozatos problémái és az ebből fakadó késlekedés miatt merült fel egy alternatíva, amely egyrészt olcsóbb teszteket tett lehetővé, másrészt hamarabb lehetett általa egy űrrepülést kivitelezni a közvélemény számára. Ez a lehetőség a szuborbitális repülés, vagy más néven az ún. űrugrás volt, amelynek során csak a földfelszíntől mért távolság tekintetében érték el a világűrt egy űrhajóval, bár a Kármán-vonalat elérte az űreszköz, ez nem jelet pályára állást, hiszen nem haladta meg az első kozmikus sebességet. A kb. 400-500 kilométeres vízszintes távolságon, parabolapályán 180–190 km magasságba emelkedő űreszközökkel a repülés legtöbb fizikai paraméterét modellezni lehetett, különösen a kritikusnak számító légkörbelépést, mely hozzávetőlegesen a teljes teszt költségének 40%-át emészti fel. Jurij Gagarin sikeres repülésére válaszul az amerikai közvélemény megnyugtatására a tesztrepüléseket „előléptették” űrrepüléssé – még ha technikai értelemben hatalmas különbség is volt az amerikai és a szovjet teljesítmények között – és a Redstone rakétával felszálló első emberes repülést állították be úgy, mint Amerika első űrrepülését.
1961. május 5-én Alan Shepard szállt fel Cape Canaveralről a Freedom 7 fedélzetén, hogy egy 15 perc 22 másodperes repülés végén 487 kilométerrel távolabb sikeresen leszálljon az Atlanti-óceánon. A repülés csúcspontján mért 187,4 kilométeres magassággal Shepard a 100 kilométer magasan húzódó elméleti határ, a Kármán-vonal felett járt, fizikai értelemben a világűrben, ezzel teljesítve a NASA „propagandacélját”. 1961. július 21-én az űrügynökség egyfajta íratlan szabály szerint – miszerint a lehető legrövidebb időn belül meg kellett ismételni a szabályt, hogy az űrversenybeli ellenfél lássa, hogy tudatos repülésekről van szó és az első kísérlet sem a véletlen szerencse műve volt – megismételte a repülést. Ezúttal Gus Grissom szállt fel a Liberty Bell 7 névre keresztelt Mercury űrhajóban, hogy Shepardhoz hasonlóan egy negyedórás út során 190 kilométer magasságot elérve szálljon le az óceán vizére. Bár maga a repülés rendben lezajlott és a műveleteket sikeresnek is ítélte a NASA, a leszállás után egy új fejlesztésű, első ízben kipróbált lerobbantható kabinajtó meghibásodott, véletlenül lerobbant nagy mennyiségű tengervizet engedve a helikopteres kiemelésre várakozó kabin belsejébe, amely események hatására maga az űrhajó elsüllyedt a 4500 méter mély tengerfenékre, Grissom pedig kis híján megfulladt. A tesztek ezen formáját sikeresnek minősítették, a közvélemény valamelyest megnyugodott, de a tervekben szereplő további két űrugrásos tesztrepülést törölte az űrhivatal, és minden erejét az orbitális repülés előkészítésére összpontosított a továbbiakban.

### Szovjet teljesítmények

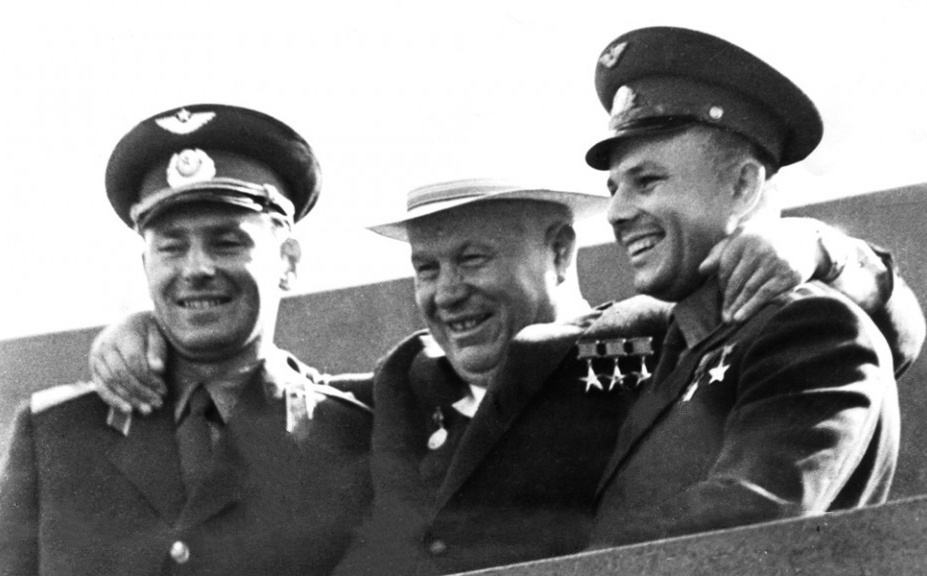
Jurij Gagarin, German Tyitov és Nyikita Hruscsov a Vörös téren ünnepel a két sikeres szovjet űrrepülést követően

A Szovjetunió az űrverseny során végig titokban, de az amerikaiakéval megegyező célokkal végzett fejlesztéseket. A Szputnyik-programhoz hasonlóan az első ember űrbe juttatásában is meg akarták előzni az amerikaiakat és ennek érdekében elindították a Vosztok-programot. A nyilvánosságot kerülve kiválasztottak 6 jelöltet, Szergej Koroljov vezetésével pedig kifejlesztették a megfelelő teljesítményű Vosztok-K (8K72K) rakétát és a Vosztok űrhajót. A sikeres tesztsorozat végén az amerikaiakat megelőzve, 1961. április 12-én felbocsátották a Vosztok–1-et, fedélzetén Jurij Gagarinnal. Az amerikaiak tehát a Szputynik-1 után most ismét hátrányba kerültek az űrversenyben. Shepard és Grissom űrugrása csak enyhíthetett a helyzeten, ugyanis a szovjetek hamarosan tovább emelték a tétet: 1961. augusztus 6.-án German Tyitov startolt a Vosztok–2 fedélzetén és több mint egy napig repülve, 17 Föld körüli keringést teljesített.
Az amerikai közvélemény elvárása Tyitov repülése után az volt, hogy legalább még abban az évben repüljön egy amerikai űrhajó Föld körüli pályán, de végül ez sem sikerült. A Friendship 7 1962 februárjában repült, majd Carpenter 1962. májusában duplázott, amellyel legalább a repülések számában utolérték a szovjeteket, még ha az időtartamban reménytelenül le is voltak maradva. 1962. augusztus 11-én a következő szovjet űrhajó, a Vosztok–3 elstartolt a bajkonuri űrrepülőtérről, majd az amerikaiak meglepetése még nagyobb lett, amikor másnap, 1962. augusztus 12.-én egy újabb űrhajó, a Vosztok–4 sikeres startját jelentette be a TASZSZ hírügynökség. A Vosztok-3 űrhajósa, Andrijan Nyikolajev 65, a Vosztok-4 utasa, Pavel Popovics 48 Föld körüli fordulatot tett, előbbi 4, utóbbi 3 napot töltött a világűrben, a szimultán repülés meghaladta a 3 napot és a két űrhajó 5 kilométeres közelségben is járt egymáshoz (az amerikaiak egy ideig azt hitték, hogy a szovjetek az űrrandevút is megkísérlik). A Mercury-csapat a Mercury–Atlas–8 hat keringéses repülését tudta felmutatni a szovjet eredményekkel szemben, 1962. október 3-án. A Vosztok-program végérvényesen legyőzte a Mercury-t, mivel a Mercury űrhajót eleve nem tervezték ilyen hosszú repülésre és meg sem kísérelhettek vele a szovjetekével felérő teljesítményt végrehajtani. A cél innentől egyedül az Apollo-programhoz való tapasztalatgyűjtés és a Mercury űrhajó határainak minél messzebbre kitolása maradt, a szovjetek legyőzése végérvényesen a szintén futó Gemini-programra várt.

### Orbitális repülések

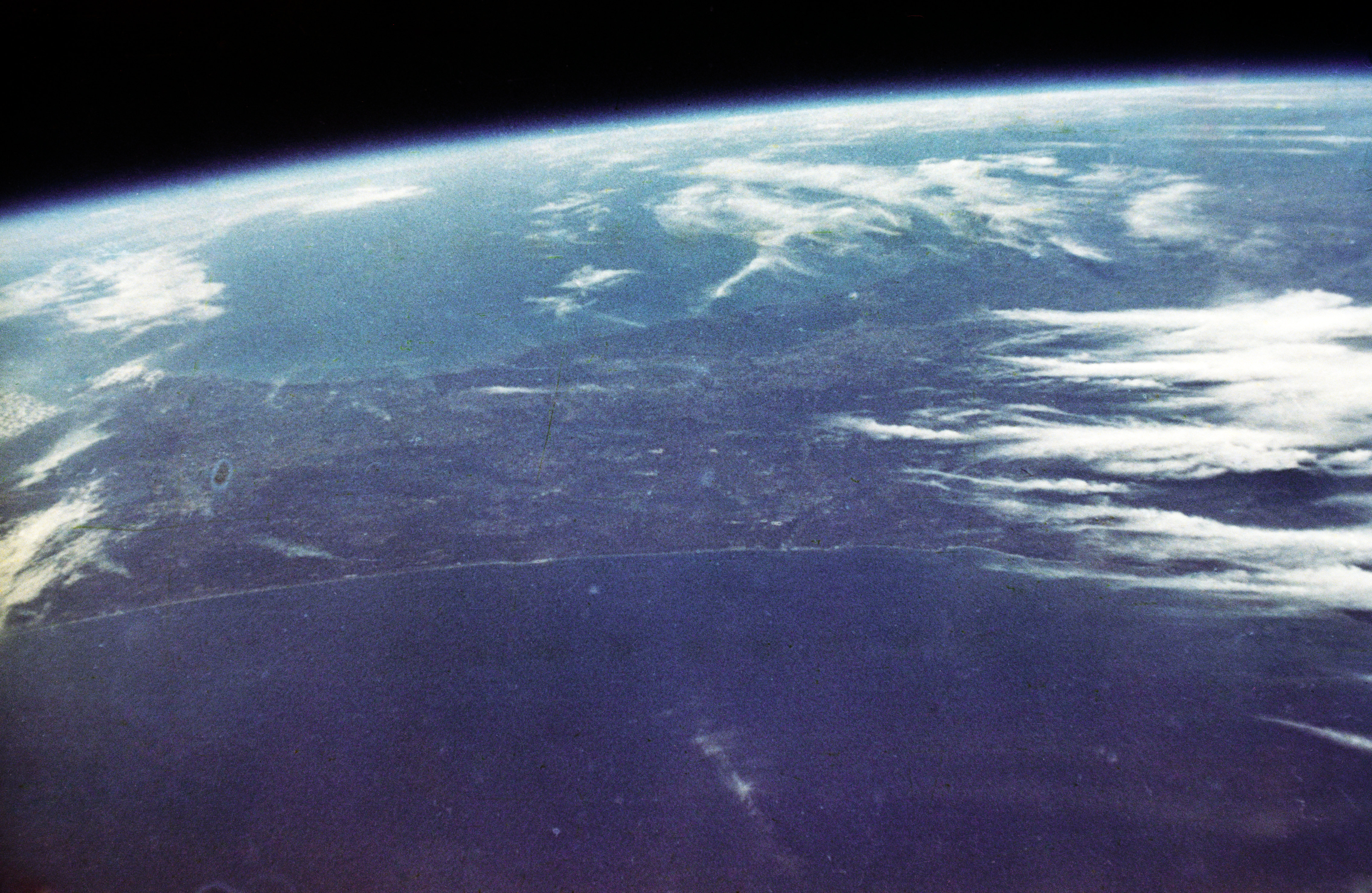
John Glenn fotója a földfelszínről az első amerikai orbitális repülésről

A Vosztok-1 repülése után az USA mindenképpen választ kívánt adni a szovjet teljesítményre saját űrhajósa felbocsátásával. Több sikertelen, majd sikeres automata próbarepülés, majd Enos csimpánz orbitális tesztútja után 1962. február 20-án felbocsátotta az első olyan Mercury-t, a Friendship 7-et amely elé 3 Föld körüli keringést tűztek ki célul. Az Atlas rakéta tökéletes teljesítménye nyomán először állt amerikai űrhajó pályára a Föld körül. Glenn a tervezett 3 fordulatot tette meg, közben a földfelszín megfigyelésével, a saját és az űrhajó állapotának jelentésével és a Mercury kézi irányításával kapcsolatos feladatokat végezve. A repülés során kisebb-nagyobb problémák merültek fel: az egyik kormányfúvóka meghibásodott, folyamatosan eltérítve az űrhajót a kívánt térbeli helyzettől, amit Glennek folyamatos „ellenkormányzással” kellett kompenzálnia és a hőpajzsot a helyén tartó ún. leszálló csomag rögzítését felügyelő érzékelő meghibásodott, ami szinte végig a repülés alatt azt a félelmet gerjesztette, hogy a légkörbelépés közben a hőpajzs leeshet, az űrhajós halálát okozva. A problémák ellenére az űrhajó végül jól teljesített, Glenn repülése teljes sikert hozott.

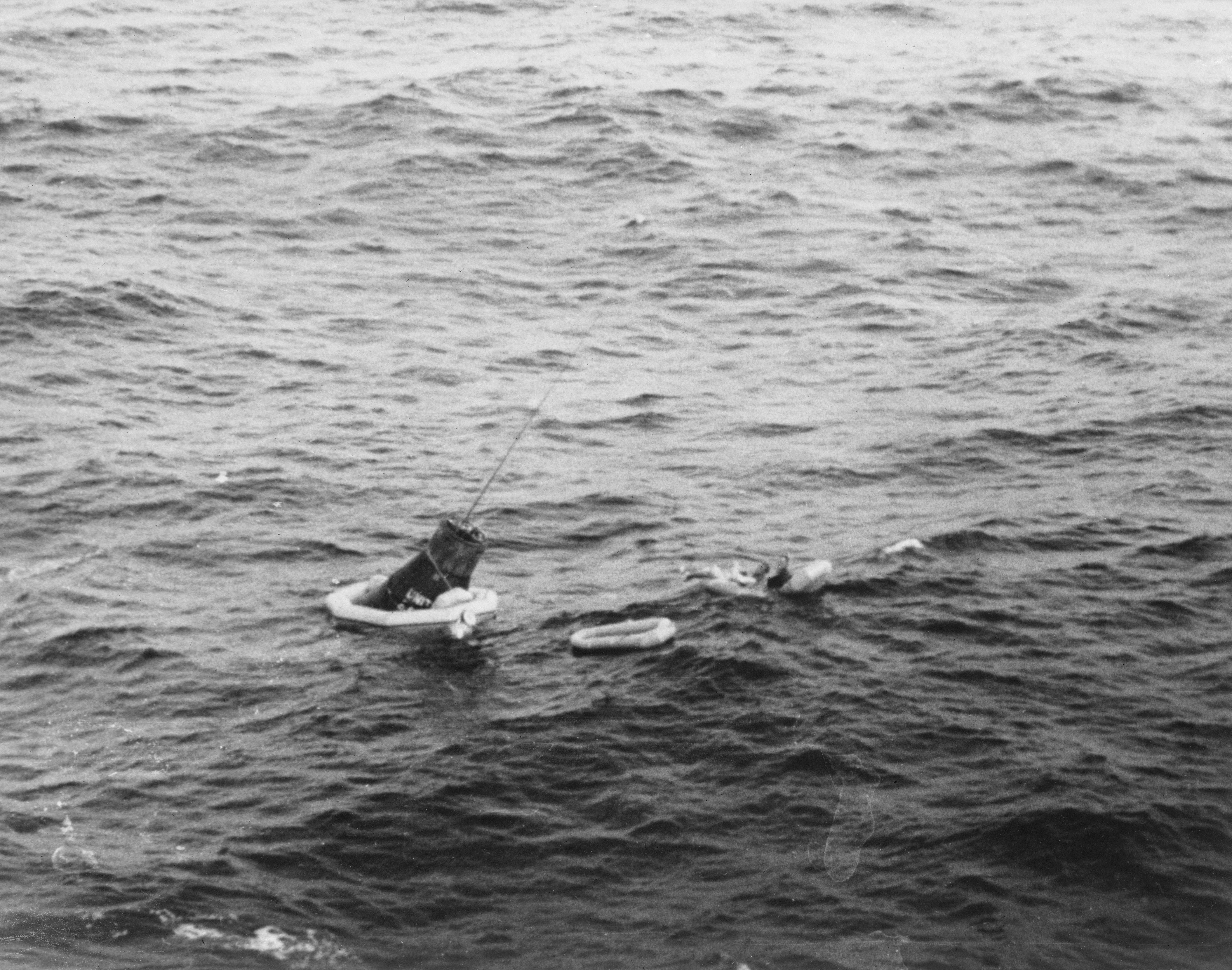
Az Aurora 7 a leszállása után a mentésre várva

A Mercury–Atlas–6 sikerét követően az űrversenyben kialakult egyfajta hallgatólagos „szabálynak” megfelelve nem sokkal később a NASA megismételte a repülést. Egy ugyanúgy 3 keringésre tervezett repülésen 1962. május 24-én – egy legénységjelölési intermezzo után, amikor a szívproblémával diagnosztizált Deke Slaytont Scott Carpenterre cserélték – startolt az Aurora 7. A második orbitális repülésre küldött űrhajó ismét tökéletesen működött, Carpenter pedig elődjéhez képest más jellegű, kibővített kísérleti programot végzett vizuális megfigyeléssel, fényképezéssel. A repülés azonban végül nem lett olyan sikeres, mint Glenné, elsősorban amiatt, hogy Carpenter elrontott néhány, az űrhajó kézi irányításával kapcsolatos teendőt és túl sok üzemanyagot fogyasztott, valamint a leszálláskor magát az űrhajót sem sikerült a kívánt helyzetbe forgatnia. A hibák eredményeként durván eltért a tervezett és a tényleges leszállási pont, Carpenter több mint 400 kilométerre volt onnan, ahová várták, ráadásul a rádiókapcsolat is megszakadt vele és egy óráig a NASA és a repülést élőben nyomon követő sajtó azt hitte, az űrhajós meghalt a visszatérés közben. Végül a kutató-mentő szolgálat megtalálta és a USS Intrepid fedélzetére emelte Carpentert, így szerencsésen záródott a második orbitális repülés is.
A két háromfordulatos repülést követően a NASA a repülési program kibővítését határozta el az Apollo-programhoz szükséges tapasztalatgyűjtés, és a Mercury űrhajóban rejlő lehetőségek kiaknázása érdekében. A hat keringésesre tervezett utat 1962. október 3-án teljesítette Wally Schirra a Sigma 7 hívójelet kapott Mercury–Atlas–8 repülés során. Ezúttal az űrhajós olyan feladatsort kapott, amely a lehető legnagyobb üzemanyagtakarékossággal járt. Schirra tökéletesen teljesítette a feladatokat és a 6 keringéses repülés sikerrel sikerült. Az űrhajó elsőként a Csendes-óceánon szállt le, mindössze 7,2 kilométerre a kijelölt ponttól és 800 méterre a mentésre küldött USS Kearsarge hordozótól.

### A repülés előkészítése
A NASA még az 1959-es kezdetek idején egy 18 keringéses (hozzávetőleg 24 órás) repülésben látta a Mercury-programmal elérhető legnagyobb célt. Ennek megvalósítása azonban a kapszula tömegének folyamatos növekedése és a korlátozott mentési kapacitás miatt hamarosan bizonytalanná vált. 1961 nyarán vetették fel újra a megvalósítást, a mérnökök elkezdték a 18 keringéses, 27 órás repülés előkészítését. Ekkor már az Apollo-program előkészítése és a Gemini-program tervezési munkái is zajlottak. 1962. szeptemberében a McDonnell repülőgépgyár megbízást kapott négy korábban elkészült (a 12-es, 15-ös, 17-es és 20-as gyártási számú) űrkabin konstrukciós átalakítására. 1962. november 9-én született döntés arról, hogy a 18 keringést 22-re emelik és a startot 1963 áprilisára tűzik ki, kijelölve a 20-as gyári számú űrhajót a repülésre. A cél az volt, hogy a Mercury teljesítménye ne maradjon el a szovjet teljesítményektől: Tyitov keringéses teljesítményét meghaladta, de Nyikolajev, Popovics, Bikovszkij és Tyereskova keringési idejét nem érte el. A Mercury űrhajó és Atlasz rakéta elméleti lehetőségei miatt a NASA-nak utóbbiaknál nagyobb eredmény felmutatására akkor nem volt lehetősége.
A NASA 1962. novemberében tette hivatalossá, hogy a repülésre elsődleges legénységként Gordon Coopert, az egyetlen még nem repült Mercury űrhajóst jelöli, míg tartalékául Alan Shepardot választja. Az 1963-as újév a NASA-nál már az Apollo- és Gemini-programra átállás jegyében telt, a Marschall Spaceflight Center 2500 alkalmazottjából immár csak mindössze 500-an dolgoztak közvetlenül a Mercury-programon, így a műveletek tervezéséért felelős testületek is átalakultak.
Komoly aggodalmak támadtak 1963 elején, amikor két sikertelen Atlas-startról érkezett jelentés az Amerikai légierőtől, amelyek okaira nem is sikerült választ találni, ám az újabb 5, sorozatban elvégzett sikeres start elhallgattatta a kétségeket. A repülésre szánt 130-D gyári számú Atlas 1963. január 30-án gördült ki a San Diegó-i gyártósorról, ám a minőség-ellenőrzés által feltárt hibák miatt szinte rögtön további munkákat végeztek rajta, és végül csak 1963. március 15-én jelentették készre. A hosszabb küldetéshez szükséges több ellátmány, illetve az ebből következő tömegnövekedés nagy kihívást jelentett. A 22 keringéshez nagyobb akkumulátorokra, több oxigénre, több hűtő- és ivóvízre, valamint több manőverező hajtóanyagra volt szükség, továbbá a hosszabb küldetéshez több felszerelés is utazott. Ezt kompenzálni kellett, így született döntés a forgásstabilizáló rendszer, az URH és a telemetriai transzmitter kiszerelésére, amely rendszereknek voltak redundáns alternatívái. Ezen kívül lemondtak a periszkópról is. Végül 1371,7 kilogrammal, a program legnehezebbjeként startolt az űrhajó.
1963 áprilisának végén a NASA május 14-ét jelölte meg első lehetséges startidőpontként. Cooper választása alapján az utolsó Mercury repülés rádió-hívójele Faith 7 lett. A névválasztást elég sok vita övezte, egyesek azt mondták, hogy amennyiben, valamilyen probléma támadna a repülés során, az újságok olyan szalagcímekkel jelennének meg: "az Egyesült Államok ma elvesztette a Hitét...". Mindazonáltal az űrhajós névválasztási előjoga erősebbnek bizonyult és minden vita ellenére ezzel a névvel szállt fel az űrhajó.

### Elhalasztott start
Az előre kijelölt május 14-i dátumon Cooper reggel 6:36-kor foglalta el a helyét az űrkabinban a starthoz. A visszaszámlálás folyamata először egy üzemanyag-betöltő szelep meghibásodása miatt állt le, majd a Bermuda-szigeteki radarállomás is hibát jelzett, miszerint a C-sávú radarberendezés nem működött megfelelően. Cooper – elég sokak által elítélt – lazaságát jelzi, hogy az unalmas semmittevés idejére elaludt. A visszaszámlálás a radarhiba elhárítását követően folytatódott, majd amikor a folyamat a kilövőállás szervizállványának az űrhajótól való hátravontatásához ért, a szerkezet mozgatására szánt dízelmotor meghibásodott, ismét feltartva a visszaszámlálást. Újabb két óra várakozás következett. Dél is elmúlt már, amikor úgy tűnt, hogy minden akadály elhárult a felbocsátás elől, de Bermuda ismét jelentette, hogy a radarral újabb gondok vannak. Ekkor hoztak döntést a start másnapra halasztásáról. Cooper kiszállásakor úgy értékelte a helyzetet, hogy „Egészen eljutottam a vicces részig...ez volt aztán a valós szimuláció”, majd elment horgászni a tengerpartra.

## A repülés

### Felszállás

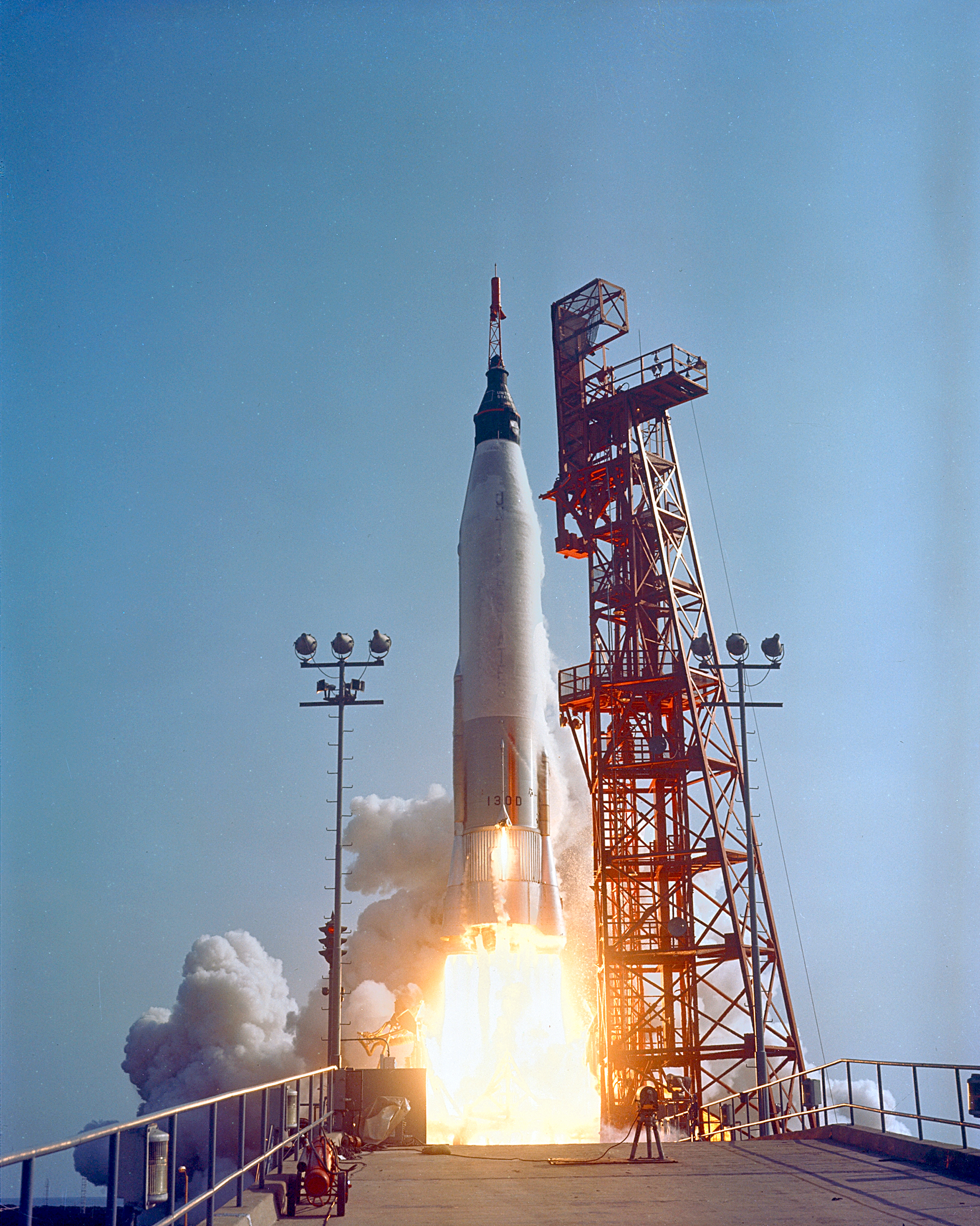
A Mercury–Atlas–9 startja

A Faith 7 felszállására 1963. május 15-én, helyi idő szerint 8:04:13-kor (13:04:13 UTC) került sor Cape Canaveral 14-es indítóállásáról. A start tökéletesen sikerült, amelyet Cooper Wally Schirrának, a CapComnak címzett jelentésében egyszerűen foglalt össze: „Jó érzés, haver... Minden rendszer működik.” Hatvan másodperc elteltével az űrhajó pályája elkezdett a Föld görbületéhez igazodni és elérte az ún. max q-t, azaz a legnagyobb dinamikus légellenállási terhelést, amely erős vibrációként jelent meg. A jelenség hamar megszűnt. 2 perc 14 másodpercnyi repülés után következett a fokozatleválás az Atlas rakétán. Ezt követően levált az immár felesleges mentőtorony is.
Még további két percig tartott az Atlas második fokozatának gyorsító fázisa, amelynek végén az űrhajó 7,844 km/s sebességet ért el. Cooper ezzel párhuzamosan először élte át a súlytalanság érzését, amelyet úgy írt le, hogy egyszer csak az az érzése volt, mintha már nem is a hátán feküdne. Lassan elkövetkezett a Kanári-szigetek, majd a Nigéria megfigyelőállomása, és Cooper meglepve vette tudomásul, hogy máris átrepülte az Atlanti-óceánt. Megfordítva az űrhajót – ezután lényegében hátrafelé repült – még további 8 percen át tudta megfigyelni a kiürült és szintén orbitális pályára állt Atlas végfokozatot. Zanzibár fölé érve az irányítás jelentette, hogy az űrhajó pályájának számításai szerint legalább 20 keringésig fenntartható lesz a repülés. Az első problémák is ekkor jelentkeztek: Cooper űrruhájának hőmérséklete – hasonlóan több korábbi Mercury-repülésen tapasztalthoz – kényelmetlenül ingadozni kezdett. Az első keringés második felében az űrhajós megfigyelte Perth fényeit, majd kicsit később a polinéz szigetvilág felett Coopernek is sikerült megfigyelnie a korábban Glenn által látott „tűzlegyeket”, vagy más néven Carpenter hópelyheit, mely egy fénylő jégkristályok által okozott jelenség. Mexikó felett járt már, amikor Gus Grissom közölte, hogy megvan a repülési engedély 7 keringésig.

### Keringés
A másfél napra tervezett keringési program viszonylagos nyugalomban indult, olyannyira, hogy Cooper egy rövid időre el is szundított. Egyedül az ablakra kívülről ráégett filmréteg okozott némi problémát a megfigyelésekben. A tudományos program a harmadik keringésben kezdődött. Elsőként egy 15 cm átmérőjű gömböt – egy nanoműholdat – kellett kibocsátania a Mercury űrhajóból, amelybe egy xenon fényforrást építettek. Cooper feladata a forgás miatt pulzáló fény megpillantása volt. Az űrhajós megnyomta a kibocsátást végző gombot és hallotta, hogy a rugós mechanizmus kiveti a gömböt, de az ablakon át nem sikerült az általa kibocsátott fényt megpillantania. Később, már a negyedik keringésben járt, amikor mégis sikerült megpillantania az űrhajóval azonos pályán keringő műholdat.
Az ötödik és hatodik keringésben egy a felszínen világító fényforrást kellett megpillantania, egy 44 kW-os xenon fényt gyújtottak Bloemfonteinnél, Dél-Afrikában. Emellett orvosi méréseket is folytatott az űrhajós: szájhőmérsékletet, majd vérnyomást mért, vizeletmintát vett, valamint brownie-t és gyümölcsös süteményt evett. Szintén a hatodik keringésben következett egy újabb kísérlet: az űrhajós egy pányván egy ballont bocsátott ki – hasonlóan a Mercury–Atlas–7 kísérletéhez, – amelynek mozgását le szerette volna filmezni. A 75 cm átmérőjű, világító narancssárgára színezett, hidrogéntöltetű ballon egy 30 méteres zsinóron volt az antennaházhoz rögzítve és rögzítésnél egy erőmérő mérte volna, hogy milyen erők hatnak a ballonra földközelben és földtávolban. Cooper először óvatosan látott a feladathoz, többszöri próbálkozással sem járt sikerrel. Schirra kísérletét követően ismét kudarc kísérte ezt a feladatot. A hetedik keringésben sugárzási és hidraulikus kísérletek következtek, előbb az automatikusan mérő sugárzásmérőket kellett pontos időzítés szerint ki és bekapcsolni, majd vizeletet kellett az egyik tartályból a másikba tölteni. Utóbbi kísérlet is problémákba ütközött, mivel a két tartály közötti cső lyukasnak bizonyult.

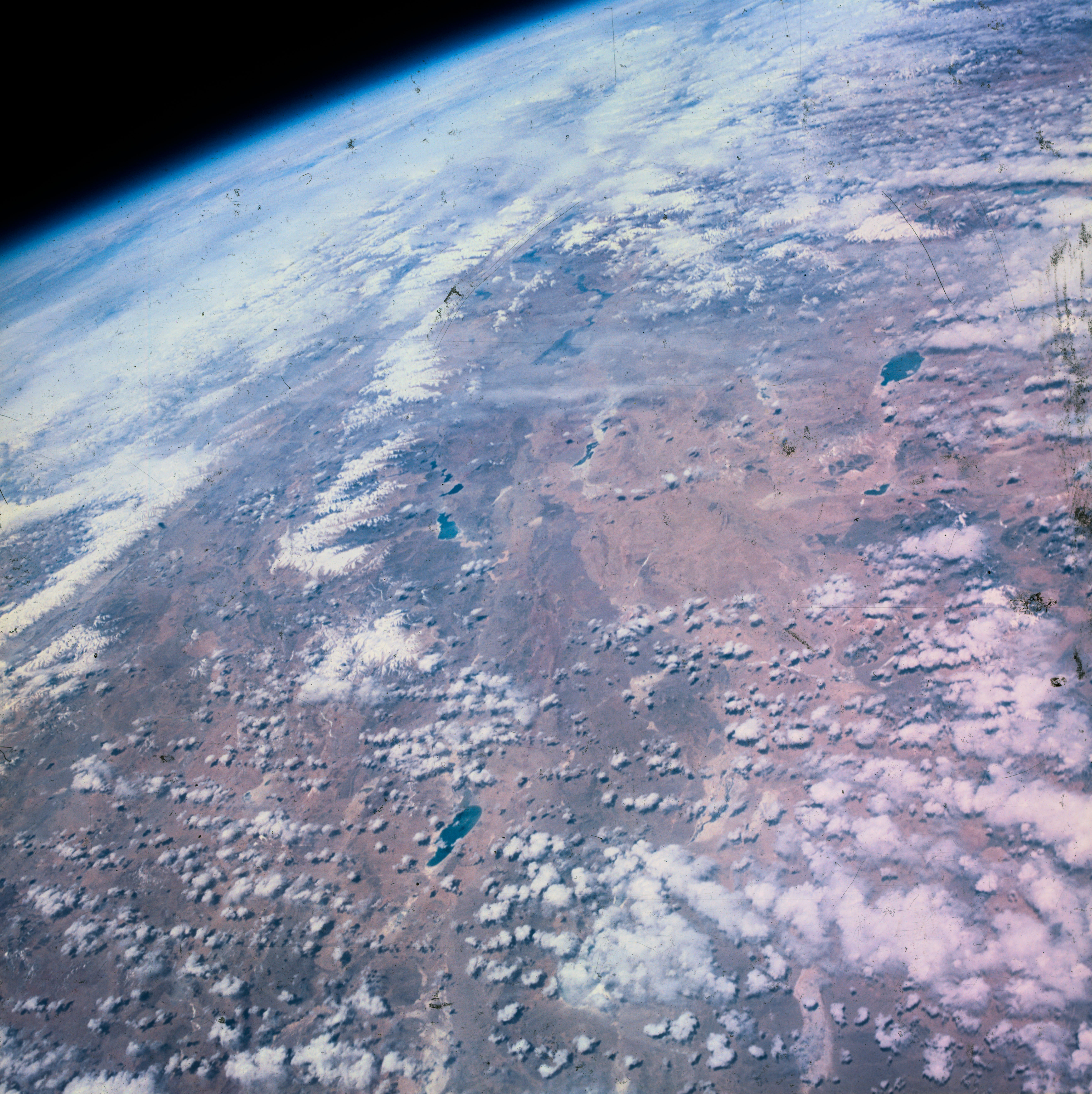
A tibeti régió Cooper fotóján a kilencedik keringésből

A hetedik keringésben Cooper hivatalosan is megdöntötte Wally Schirra időtartamrekordját – éppen egy sugárzásmérés közben történt meg a pillanat az űrhajós számára – majd nem sokkal később, Zanzibár felett közölte az irányítás Cooperrel, hogy megadja a repülési engedélyt egészen a 17. keringésig, azaz a legalább 24 órás repülésnek nincs akadálya. A mért pályaparaméterek (a 88 perc 45 másodperces keringési idő, a földközel- és a földtávolpont, illetve a 32,5 fokos pályahajlás) olyan közel voltak a tervezetthez, hogy a különbséget 100 méterekben és század fokokban határozta meg az irányítás. Az irányítás a 9. és 13. keringések között pihenőidőt tervezett be Cooper számára, ezért a nyolcadik keringést még feladatokkal jól megtöltötték a repülési tervben. Előbb egy sugárzásmérést végzett az űrhajós, majd megvacsorázott (porított marhahúst evett és vizet ivott), emellett fényképeket készített a Himalája felett elrepülve. Ezt követően teszteket futtatott le a teljes rendszeren, hogy a pihenő-periódusra le tudja azokat kapcsolni (miközben az űrhajója az égi mechanika törvényeinek hatására változatlanul kering tovább) és a tesztek eredményeit rádión jelentette John Glenn-nek a Japán mellett hajózó Coastal Sentry hajóra, illetve Pitcairn-szigetek mellett állomásozó Rose Knot hajóra.
A kilencedik keringésben hivatalosan elkezdődött a repülési terv szerinti pihenési periódus, ám az űrhajós az izgatottsága miatt eleinte nem tudott aludni. Feladat híján ezért fényképeket készített az elsuhanó felszínről. Ezen fotók közül kerültek ki a legjobb felvételek a kiértékelés során. Cooper ezen megfigyelései alapján állította, hogy utakat, folyókat, falvakat is képes volt megpillantani, sőt egyes házakat is, továbbá a kéményekből felszálló füst alapján a lent uralkodó szélirányt is meg tudta határozni. Csak később, a 10. keringés kezdetén tudott elaludni. Az alvása azonban nem tartott sokáig, nagyjából egy óra múltán arra ébredt, hogy meleg van az űrruhájában. A probléma megmaradt a következő 6 órára is, ezért Cooper több rövidebb alvási szakasz közben újabb fotókat készített és űrruhájának hőmérsékletét is állítgatta.
A pihenési periódus után újra rendszerellenőrzés következett; egészen Ausztráliáig eltartott a 14. körben a korábban kikapcsolt rendszerek újra bekapcsolása és ellenőrzése. Cooper folyamatosan jelentette, hogy az oxigénellátmánynak bővében van, az egyik hajtóanyagtartály 69%-ot, a másik 95%-ot mutat. A rendszerellenőrzés végeztével egy kis személyes dologra is sor került: az űrhajós egy imát mondott a nála levő magnóra. Ezt követően néhány szimbolikus tevékenységre került sor, a 15. keringés során El Salvador elnöke intézett köszöntő beszédet az űrhajóshoz, a 16. keringésben Cooper küldött egy ünnepi üzenetet Afrika vezetői számára Etiópiába, ahol azok éppen találkozón vettek részt. A 16. keringés során, amikor az űrhajó az éjszakai félteke sötétségébe lépett, a helyzetszabályzó hajtóművekkel Cooper úgy állította be az űrhajó térbeli helyzetét, hogy az ekliptika síkjára ráláthasson. A műveletet siker koronázta, amikor az ablakon át az űrhajós megpillantotta és fényképezte a zodiákus fényt és a légkör egy rétegének éjszakai fénylését. A nappali félteke fölé érve folytatódott a fényképezési feladat, az Apollo-program előkészületeihez Coopernek úgy kellett fotókat készítenie, hogy azokból majd a helyi vízszintes irány meghatározható legyen. Ugyancsak ennek a keringésnek az eseménye volt, hogy az űrhajó alatt lassan elforduló Föld is megtett egy fordulatot és a Faith 7 újra Cape Canaveral felett repült el.
A 17. és 18. keringés feladata infravörös meteorológiai fotók készítése volt. Emellett néhány gyönyörű holdkeltefénykép is született a Földdel, mint háttérrel. Folytatódott a Geiger-Müller számlálóval való sugárzásmérések és az orvosi tesztek sorozata. A kikapcsolódásnak is jutott idő, amikor Cooper dalra fakadt a lassan egy napot is túllépő repülése során.
Aztán a 19. keringés során érkezett el az első olyan pillanat, amely problémák sorát indította el. Egy kis zöld fény gyulladt fel a műszerfalon, amely azt jelezte, hogy az űrhajó lassul és ismét 0,05 g hat rá (erre normális esetben a fékezés után, már a légkörbelépés közben kellett sor kerüljön, keringés közben ez komoly hibának számított volna). Cooper viszont azt látta, hogy minden eszköze továbbra is súlytalanul lebeg, valamint az irányítás is arról tájékoztatta, hogy a kaliforniai radarmérések sem igazolják vissza a lassulás tényét, nyilvánvalóan műszerhiba lépett fel. Azonban a hiba hatással volt az irányítórendszerre is, a fékező gyújtás problémássá vált. A következő körben a probléma komolyra fordult, az űrhajós elvesztette az űrhajó helyzetét mutató műszerjelzéseket, egy újabb keringéssel később pedig rövidzárlat keletkezett a fő, 250 voltos rendszert ellátó csatlakozóban, amelynek hatására az automatikus kormány és stabilizáló rendszer áram nélkül maradt. Ezzel az űrhajónak a légköri visszatéréshez való optimális pozicionálása automatikus üzemmódban lehetetlenné vált. Houston azonnal a megoldás keresésébe kezdett és az űrhajó földi tesztpéldányain különféle teszteket futtatott, majd az azok alapján adódó megoldásokat az összes reléállomáson keresztül Cooper tudomására hozták. A vészhelyzetben Cooper, hogy ne veszítse el éberségét és koncentrációképességét, egy előre felírt és magával vitt dextroamfetamin tablettát vett be.
Az utolsó keringésre Houston átírta a leszálláshoz szükséges instrukciók listáját, amelyet Cooper megfelelően, manuálisan végrehajtott. Közben a zárlat miatt elkezdett emelkedni a kabin és az űrruha széndioxid-szintje, majd a zanzibári adó körzetében Cooper jelentette rádión, hogy kézi üzemmódban fog leszállni.

### Leszállás

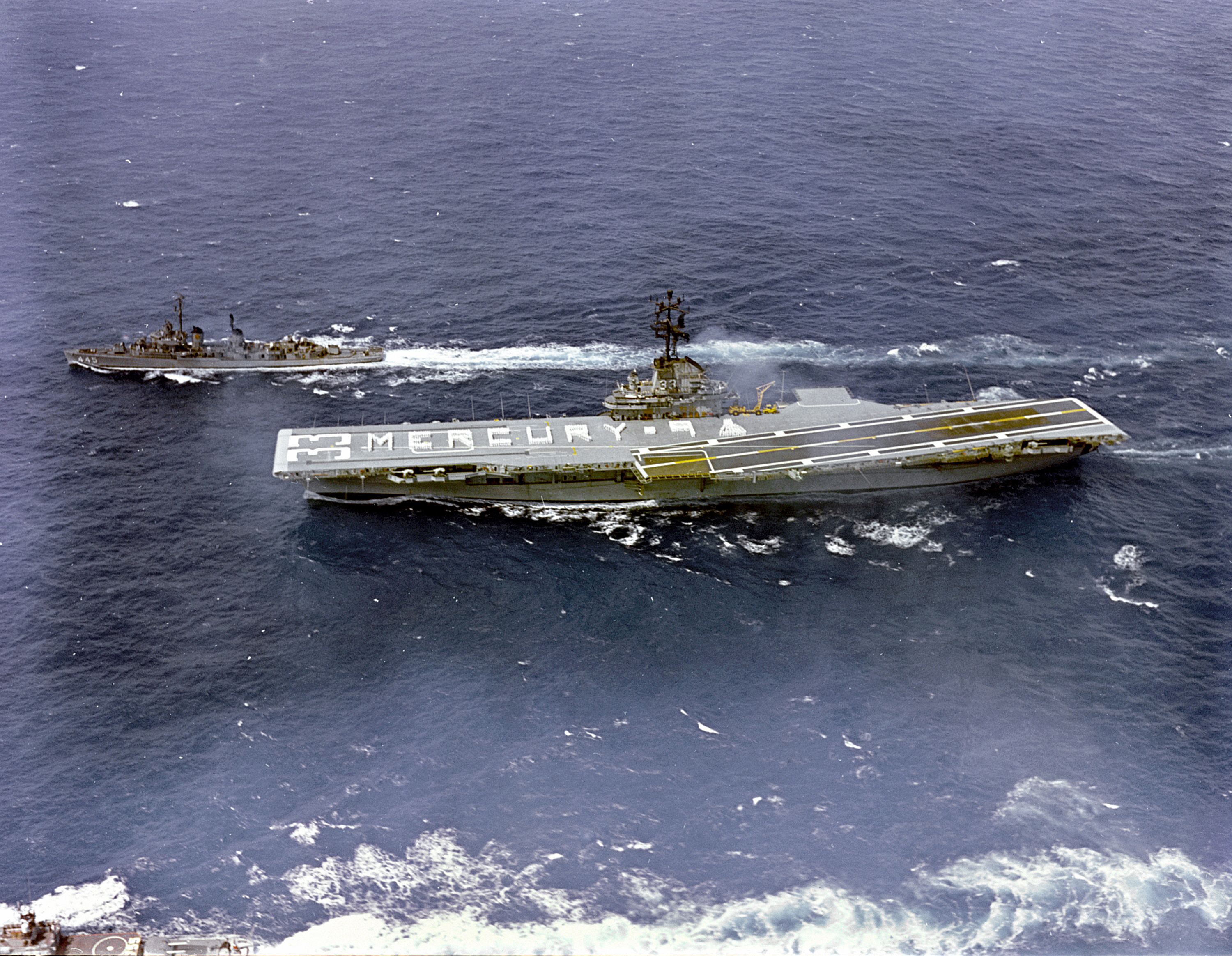
A U.S.S. Kearsarge anyahajó legénysége a fedélzeten a „Mercury 9” feliratot formázza a repülés tiszteletére, jelezvén, hogy az űrhajót és utasát biztonságba helyezték a fedélzeten

A leszállási előkészületekre a repülés huszonkettedik keringésének elején került sor. Cooper a manuális irányításra vonatkozó módosított utasítás vételét követően, a következő rádióablakban jelentette John Glennek, hogy immár kézi irányítással repül, beállította és tartja a 34 fokos repülési szöget az ablakon levő kalibrációs skála segítségével és beindította a fékezőrakétákat. A következő 15 percben az irányítás megkönnyebbülésére minden a sebtében átírt repülési tervnek megfelelően zajlott és a Faith 7 mindössze 6,5 kilométernyire a kiemelésére küldött U.S.S. Kearsarge repülőgép-anyahajó mellett ereszkedett a Csendes-óceán hullámaira. A leszállási pont a Midway-szigetektől délre, a Hawaii-szigetektől északnyugatra helyezkedik el az északi szélesség 27°20'0" és a nyugati hosszúság 176°26'0" koordinátákon.
A Mercury–Atlas–9 34 óra 19 perc 49 másodpercnyi repülést követően szállt vízre, előbb kacsázott kissé a vízfelszínen, az ejtőernyőn lógva, majd stabilizálódott. A várakozó mentőegységek megkezdték a kabin és utasa biztonságos fedélzetre emelését. Ehhez formálisan Cooper – mint Légierőtiszt – engedélyt kért a fedélzetre lépéshez, amelyet 40 perc után kapott meg. Cooper egyetlen kisebb problémája ekkor következett el, a tengeri hánykolódástól enyhe tengeribetegséget (hányingert és szédülést) tapasztalt. Ekkor lerobbantotta a kabinajtót, majd kimászott egy emelőkosárba, ahol azonnal egy gyors orvosi vizsgálaton esett át, majd egy helikopter a mentőhajó fedélzetére emelte a kosarat és utasát. Ezt követte a kabin vízből kiemelése és fedélzetre szállítása.

## A repülés utóélete

### Repülés utáni kiértékelés és ünneplés
Coopert rögtön a leszállás után még a U.S.S Kearsarge anyahajón részletes orvosi vizsgálatnak vetették alá, amely kissé dehidratáltnak találta az űrhajóst és némi vérnyomásproblémát állapított meg (a hirtelen testtartás-változáskor szédülés lépett fel nála). Az élmény hatására a még mindig felajzott űrhajós lelkesen állította, hogy még tovább is bírta volna, emberi oldalról bizonyosan tovább hosszabbítható egy űrrepülés. Ezt követően az űrhajóst további vizsgálatra, valamint a repülése során szerzett tapasztalatainak részletes kikérdezésére és rögzítésére Houstonba, az Embervezette Űrhajók Központjába vitték. Itt több napig tartott, amíg az elvégzett kísérletekről, a repülés során fellépett nehézségekről és technikai problémákról vettek fel jegyzőkönyvet. Az adatok kiértékelése még hónapokig tartott, amely során felderítették a mérnökök a repülést tönkretevő hibát is, de pilótahibát nem tudtak felfedezni.
A houstoni tartózkodást követően az űrhajós ünneplő körútra indult hazájában: felvonulásokat rendeztek tiszteletére Honoluluban, a floridai Cocoa Beach-en, Washington D.C.-ben és New Yorkban (utóbbi helyen a hősöknek kijáró konfettiesővel fogadták a Broadway felhőkarcolói között húzódó „Hősök Kanyonjában” és tömegek ünnepelték szülővárosában, az oklahomai Shawnee-ban.

### A Vosztok-5 és Vosztok-6 repülése
Egy nap híján egy hónappal a repülés után a szovjetek elvégezték a Vosztok-program utolsó kísérletét. Ennek során a Vosztok–5 és a Vosztok–6 űrhajósaival ismét szimultán repülést hajtottak végre. Ennek során a Szovjetunió ismét learatott egy űrbéli elsőséget, Valentyina Tyereskova révén az első nőt bocsátották fel a világűrbe. Emellett Valerij Bikovszkij tovább tolta ki az űrrepülés időtartamrekorját 82 keringéses, közel 5 napos repülési idővel.

### Mercury-Atlas-10

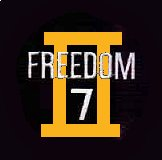
A repülés lehetséges logója

Előre lefektetett repülési tervek nem voltak a program során, azonban az erőforrás-allokáció (rakéták és űrhajók gyártása és hozzárendelése konkrét repülésekhez) során egy nyolcadik (vagy ha csak az orbitális repüléseket tekintjük, hatodik) repülésről is szó volt Mercury–Atlas–10 jelöléssel. A gyártó McDonnelltől érkező 15-ös gyári sorozatú űrhajót szánták egy hosszú távú – először egy teljes napos – repülésre, amely a szükséges átalakítások után 1962. november 16-án érkezett Cape Canaveralre. A Mercury-Atlas-8 repülés után felmerült, hogy a szovjetek Vosztok-3 és Vosztok-4 szimultán repülésének mintájára a Mercury-Atlas-10 – és annak tartalék űrhajójául szánt kapszula Mercury-Atlas-11 jelzéssel – felhasználásával szintén szimultán repülésre kerüljön sor. Azonban ez csak ötlet maradt, a repülés előkészítése továbbra is egynapos, egyedüli útként folyt tovább. 1963 elején felvetődött, hogy a repülés idejét terjesszék ki három naposra, nemhivatalosan a pilótát is megnevezték, Alan Sheparddal elölről kezdődött volna a rotáció az Eredeti Hetek között, nemhivatalos források a repülés jelét is megnevezték: Freedom 7 II.
1963 áprilisában azonban megváltoztak a jövőbeli Mercury-tervek és a NASA kommunikációjában egyre inkább a Mercury–Atlas–9-et nevezte a program csúcspontjának. 1963. május 11-én a NASA végül teljesen kizártnak nevezte az újabb repülést. Kennedy elnök ekkor a NASA belátására bízta az ügyet, akik végül 1963 nyarán úgy döntöttek, hogy nem pazarolják a forrásokat az újabb repülésre, hanem a Gemini- és Apollo-programokra koncentrálnak.

### Gemini-program
Eredetileg még a Mercury-program kezdeti szakaszában, 1961-ben foglalkozott a NASA folytatás kérdésével és a vezetés arra jutott, hogy az egy embert Föld körüli pályára állító repüléseket kétszemélyes űrhajóval kell folytatni. 1961 végén a NASA keretein belül működő Space Task Group kapta a feladatot, hogy a Mercury-program utáni idők űrprogramjaira (különös tekintettel az induló holdprogramra – az Apollo-programra – terveket dolgozzon ki, illetve képviselje a NASA-t az űreszközök kialakítását végző repülőgép-ipari gyártóknál. Így ez a csoport tette le a Mercury utáni folytatás elméleti alapjait. A kezdeti tervek a Mercury űrhajók továbbfejlesztéséről szóltak: munkanéven „kétemberes Mercury”, „továbbfejlesztett Mercury”, „Mercury Mark II”, vagy egyszerűen „Mark II” néven emlegettek egy lehetséges új programot. Azonban a holdrepülések által felvázolt igények, úgy mint az űrhajók manőverezőképessége, az űrrandevú és dokkolás iránti igény olyan nagymérvű változásokat jelentettek, hogy elrugaszkodtak a Mercury technikai alapjaitól, és teljesen új alapokat fektettek le, de természetesen felhasználva a Mercury-val szerzett tapasztalatokat. A program Alex P. Nagy, a NASA magyar származású helyettes tájékoztatási igazgatója javaslatára új nevet és új technikai tartalmat kapott. A Gemini-programot, az Apollo-program előkészítő társprogramjaként 1961. december 7-én Roberth Gilruth, a Sapce Task Group feje jelentette be. Két és fél éves tervezési, előkészítő időszak után a Gemini-1 ember nélküli tesztrepülésével 1964. április 8-án indult útjára.

### Jelentések
- Loyd S. Swenson Jr., James M. Grimwood, Charles C. Alexander: This New Ocean:  A History of Project Mercury. www.hq.nasa.gov, 1962. szeptember 12. [2018. május 25-i dátummal az eredetiből archiválva]. (Hozzáférés: 2017. december 22.)
- Mercury Project summary including results of the fourth manned orbital flight – May 15 and 16, 1963 (PDF), Washington D.C.: NASA (1963. október)

### Újságcikkek, könyvek
- (1963) „újságcikk”. Repülés XVI. (7).
- Darling, David. The Complete Book of Spaceflight. Hoboken, New Jersey: John Wiley & Sons Inc. (2003). ISBN 0-471-05649-9
- Garber, Megan: 2,060 Minutes: Gordo Cooper and the Last American Solo Flight in Space. The Atlantic , 2013. május 17. (Hozzáférés: 2017. december 22.)